# Gösta Dunker
Gösta Dunker (* 16. September 1905 in Sandviken; † 5. Juni 1973) war ein schwedischer Fußballspieler und Fußballtrainer.

## Laufbahn
Dunker spielte bei Sandvikens IF. Mit Sandvikens stieg er 1930 aus der Allsvenskan ab, zwei Jahre später gelang jedoch die Rückkehr. 
Von 1948 bis 1950 war er Trainer bei Örebro SK, stieg jedoch als Tabellenelfter 1949 aus der Allsvenskan ab. 
Dunker lief 15 Mal für die schwedische Nationalmannschaft auf, dabei gelangen ihm fünf Tore. Mit ihr nahm er an der Weltmeisterschaft 1934 teil. Während des Turniers spielte die Auswahl im Viertelfinale gegen Deutschland. Bei der 1:2-Niederlage erzielte er in der 82. Minute den Ehrentreffer, nachdem Karl Hohmann mit einem Doppelpack Deutschland auf die Siegerstraße gebracht hatte.
| Personendaten    | Personendaten               |
| ---------------- | --------------------------- |
| NAME             | Dunker, Gösta               |
| KURZBESCHREIBUNG | schwedischer Fußballspieler |
| GEBURTSDATUM     | 16. September 1905          |
| GEBURTSORT       | Sandviken, Schweden         |
| STERBEDATUM      | 5. Juni 1973                |